# Mistrovství světa v krasobruslení 1898
Mistrovství světa v krasobruslení 1898 se konalo 15. února 1898 v Londýně ve Velké Británii. Bylo to třetí MS v krasobruslení v historii.
Na tomto šampionátu si Gustav Hügel z Rakouska a Gilbert Fuchs z Německa stěžovali, že rozhodčí Adams, Jenkin, a von Rosen přecenili výkony Henninga Grenandera ze Švédska, který zvítězil. Hügel a Fuchs požadovali odebrání Grenanderova titulu. Organizátoři protest vyhodnotili jako nepodložený. Po této aféře se Grenander již neúčastnil dalších soutěží v krasobruslení.

## Výsledky

### Muži
| Pořadí | Jméno             | Stát           |
| ------ | ----------------- | -------------- |
| 1      | Henning Grenander | Švédsko        |
| 2      | Gustav Hügel      | Rakousko       |
| 3      | Gilbert Fuchs     | Německo        |
| 4      | H. C. Holt        | Velká Británie |

### Rozhodčí
- W. F. Adams  Velká Británie
- C. E. Bell  Velká Británie
- C. Fillunger  Rakousko
- A. F. Jenkin  Velká Británie
- Clarence von Rosen  Švédsko
- J. H. Thomson  Velká Británie